# Chapelle Bardi (Santa Maria Novella)
Pour les articles homonymes, voir Chapelle Bardi et Bardi (homonymie).

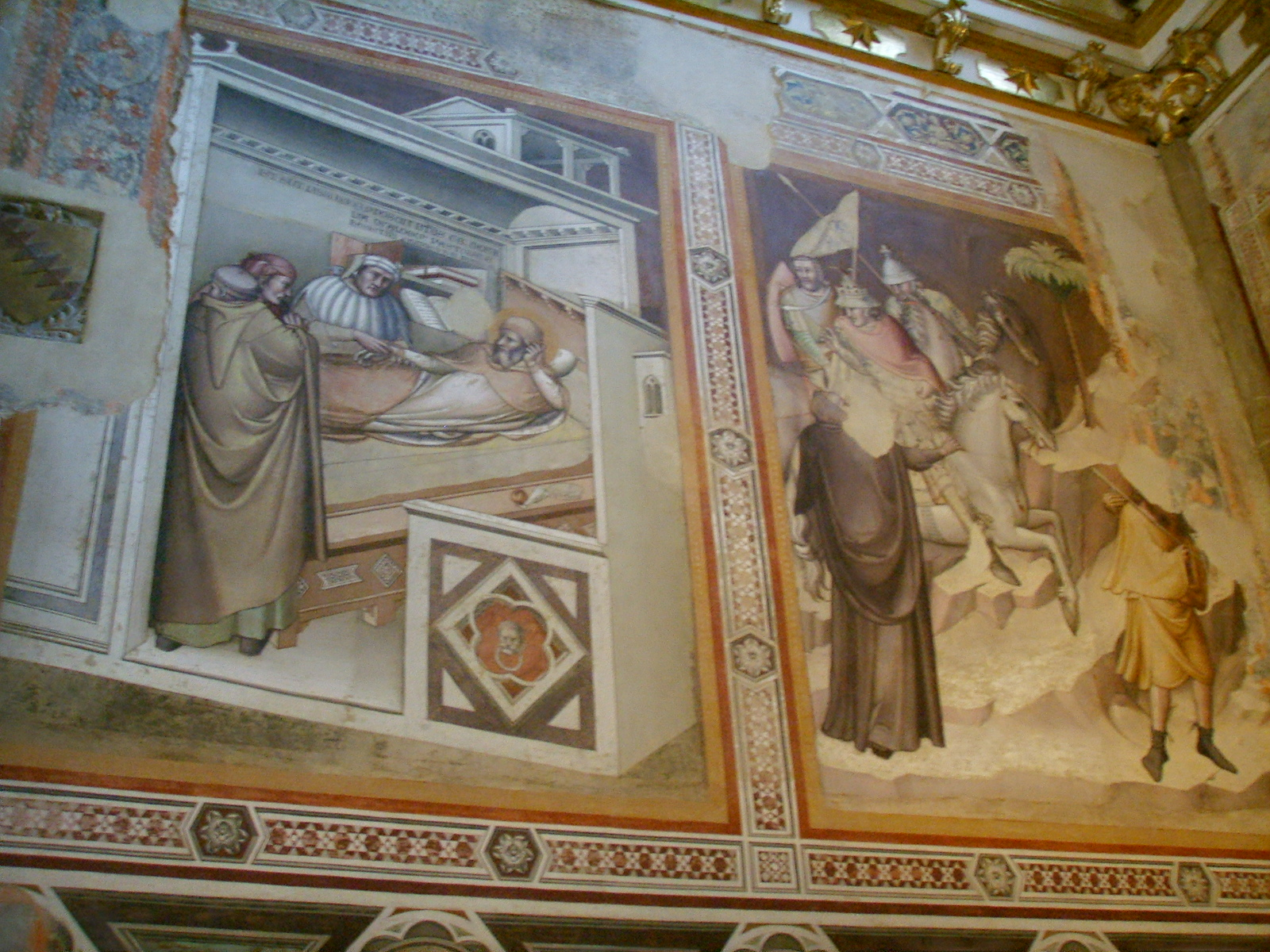
Fresque de Saint Grégoire de Dalmasio.

La Chapelle Bardi (ou de Saint Grégoire ou du Saint Sacrement ou, à partir de 1715, de Saint Dominique) est la première chapelle à l'extrémité droite du transept de la basilique Santa Maria Novella de Florence (Toscane, Italie).

## Histoire et description

### LeXIIIesiècleet Duccio

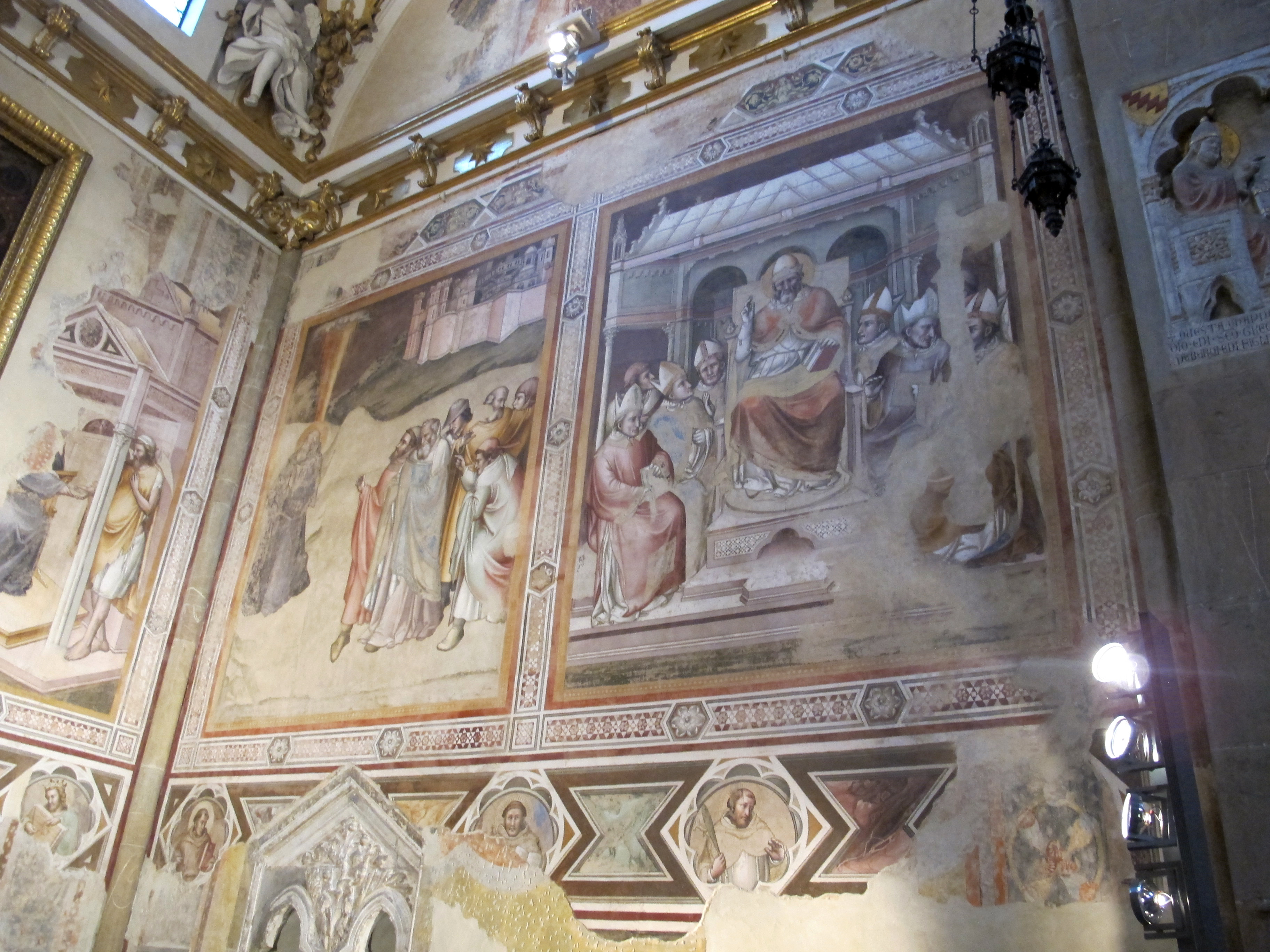
Cycle des fresques.

La chapelle était à l'origine, depuis le XIIIe siècle, la chapelle de la Confrérie des Chantres (Compagnia dei Laudesi) et était dédiée à saint Grégoire Ier dit le Grand. La confrérie a commandé la décoration à fresque de la chapelle à Duccio di Buoninsegna. Les vestiges les plus évidents de ces fresques, datant d'environ 1285, sont présents dans les lunettes en haut des deux parois latérales et représentent le Christ entre des anges (à droite) et saint Grégoire le Grand trônant entre deux palmiers (à gauche). Duccio di Buoninsegna a également été commandité par la Compagnia dei Laudesi pour la célèbre Madone Rucellai, le soi-disant retable car il est resté longtemps dans la chapelle Rucellai voisine avant d'être confié au musée des Offices où il se trouve encore aujourd'hui, exposé dans la salle des Maestà.
La fenêtre à meneaus dans la maçonnerie du mur droit date d'environ 1280-1285 et est antérieure à l'église elle-même ; elle fait peut-être partie de l'ancienne église Santa Maria delle Vigne.

### Le patronage des Bardi et le cycle de fresques
Le patronage de la chapelle est cédé à la famille Bardi vers 1335, comme en témoigne un bas-relief d'un sculpteur florentin anonyme sur le pilier droit, qui représente Riccardo de' Bardi agenouillé devant saint Grégoire le Grand. Sous le patronage de la famille, le cycle de fresques encore visible aujourd'hui est créé, avec des scènes de la Vie de saint Grégoire le Grand. Le cycle, datable de la seconde moitié du XIVe siècle, a été attribuée récemment au peintre bolonais Dalmasio Scannabecchi.
Les fresques montrent les scènes suivantes du mur gauche au mur droit :
- Grégoire dicte fiévreusement les Dialogues,
- L'Empereur Trajan et la Veuve,
- Rencontre de Grégoire avec l'ange,
- L'Aumône de Grégoire au naufragé,
- Désignation de Grégoire par le peuple pour l'élection comme pontife,
- Bénédiction de Grégoire intronisé parmi les évêques .

### Depuis leXVIIIesiècle
À partir de 1715, la chapelle est dédiée à saint Dominique de Guzmán,le saint patron du couvent.
Au début du XVIIIe siècle, un programme de modernisation totale est mis en place qui conduit à la création de nombreuses toiles qui sont apposées sur le mur du fond et les murs latéraux, aujourd'hui cependant retirées de leur emplacement d'origine. De ce réaménagement, il reste cependant la décoration en stuc de la voûte, de Marcantonio Pandolfi d'après un dessin de Benedetto Grilli (1708), avec la fresque de Saint Dominique en gloire de Pier Dandini (1708).
L'autel avec l'antependium en marbre incrusté est une œuvre de 1669 de Pier Francesco Silvani qui n'a été transférée dans cette chapelle qu'au XVIIIe siècle, à la suite de la suppression de la Congrégation des Prêtres de la Sainte Conception de Marie, qui était basée Via dei Servi. Il constitue un autre témoignage de ce programme de rénovation. L'autel conserve le Saint-Sacrement. La porte date également de 1707, œuvre de Giuseppe Arrigoni.
Le placement de la toile de la Madonna del Rosario de Giorgio Vasari de 1569 sur le mur du fond de la chapelle est récent, provenant du troisième autel de la nef latérale gauche de l'église, où elle couvrait La Trinité de Masaccio.